# Apophonie
En phonétique, l'apophonie est une modification phonétique consistant en un changement de qualité (ou « timbre ») d'une voyelle dans un mot au cours de son histoire. Dans la plupart des cas, ce changement de timbre intervient à cause de l'accent tonique, dont la présence ou non joue sur la qualité des voyelles d'un mot.
L'apophonie a joué un grand rôle en latin (elle explique que de con + facio, forme composée du verbe facio (d'où faire), « faire » on passe à conficio (d'où confire), par apophonie de /a/ en /i/ en syllabe ouverte, tandis que le participe passé passif est confectus (d'où confection), où l'apophonie se fait de /a/ vers /e/ en syllabe fermée). Les langues romanes ont continué un processus analogue ; en castillan, par exemple, un /u/ latin atone a donné un /o/ : amicu(m) donne amigo.
On ne confondra pas l'apophonie avec l'alternance vocalique, dont les effets sont parfois un changement de qualité vocalique mais aussi un changement de quantité voire une disparition de la voyelle concernée, le tout ayant lieu dans un schéma lié à des procédés morphologiques, ce qui n'est pas le cas pour l'apophonie, qui se produit pour des raisons purement phonétiques.
Cependant, comme souvent en linguistique, la terminologie peut varier d'un linguiste à l'autre. Par exemple, dans le domaine de la reconstruction de l'indo-européen commun, le terme d'« apophonie » est fréquemment employé pour désigner l'alternance vocalique comme procédé morphologique de la racine indo-européenne.